# Estadio Pedro Bidegain
Estadio Pedro Bidegain (przydomek Gazómetro co na język polski oznacza Gazometr) – stadion piłkarski położony w Bodeo, dzielnicy argentyńskiej stolicy Buenos Aires. Stadion został zbudowany w 1993 roku a jego pojemność wynosi 47,964 miejsc. Na stadionie swoje mecze rozgrywa drużyna San Lorenzo de Almagro.
Mieści się on w miejscu starego Estadio El Gasómetro. Nazwa wzięła się z powodu jego zewnętrznej fasady, która przypominała uchwyt do gazu, bardzo powszechnego w tamtych czasach. Stadion mógł pomieścić 75 000 widzów

## Galeria

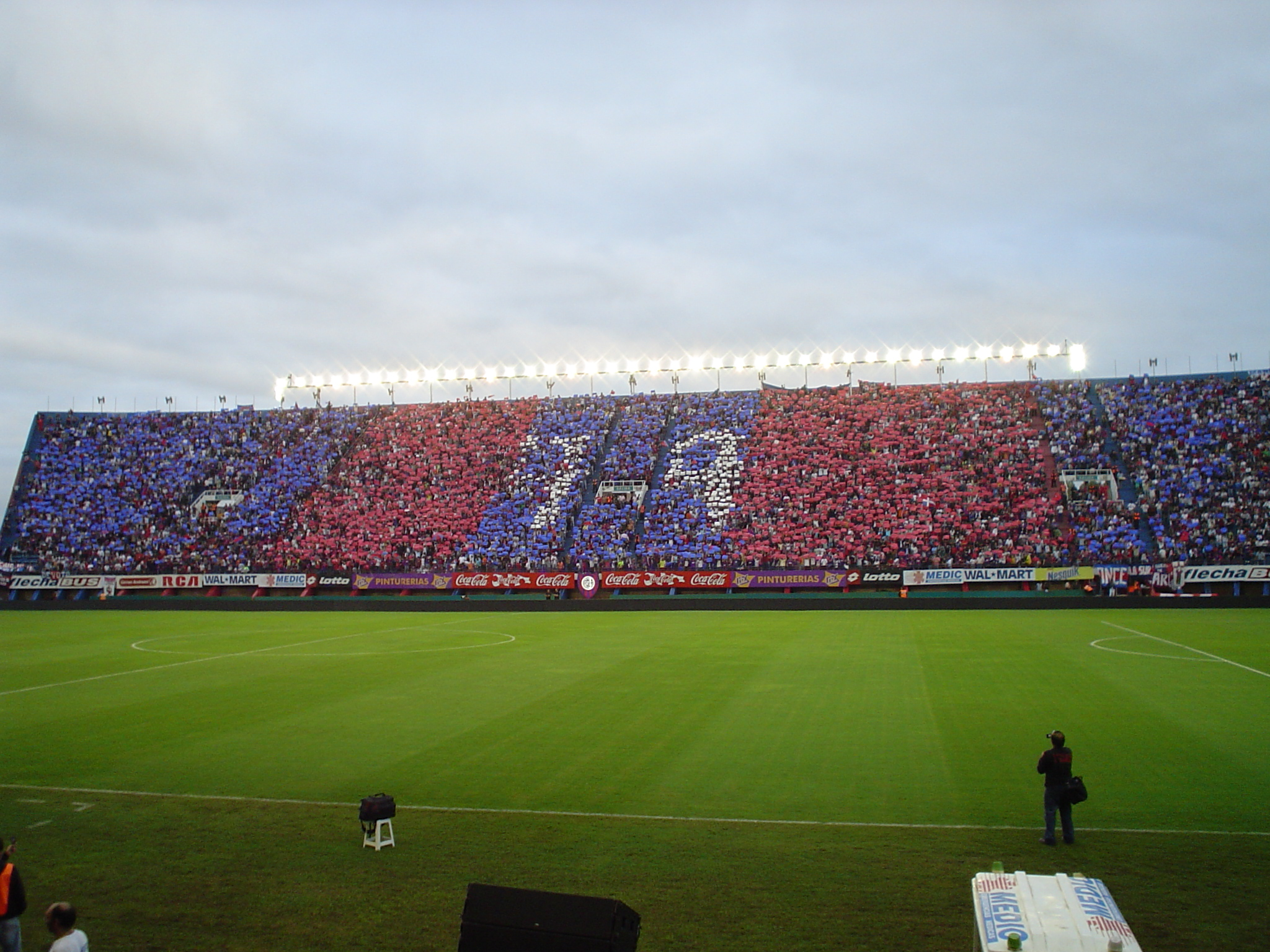
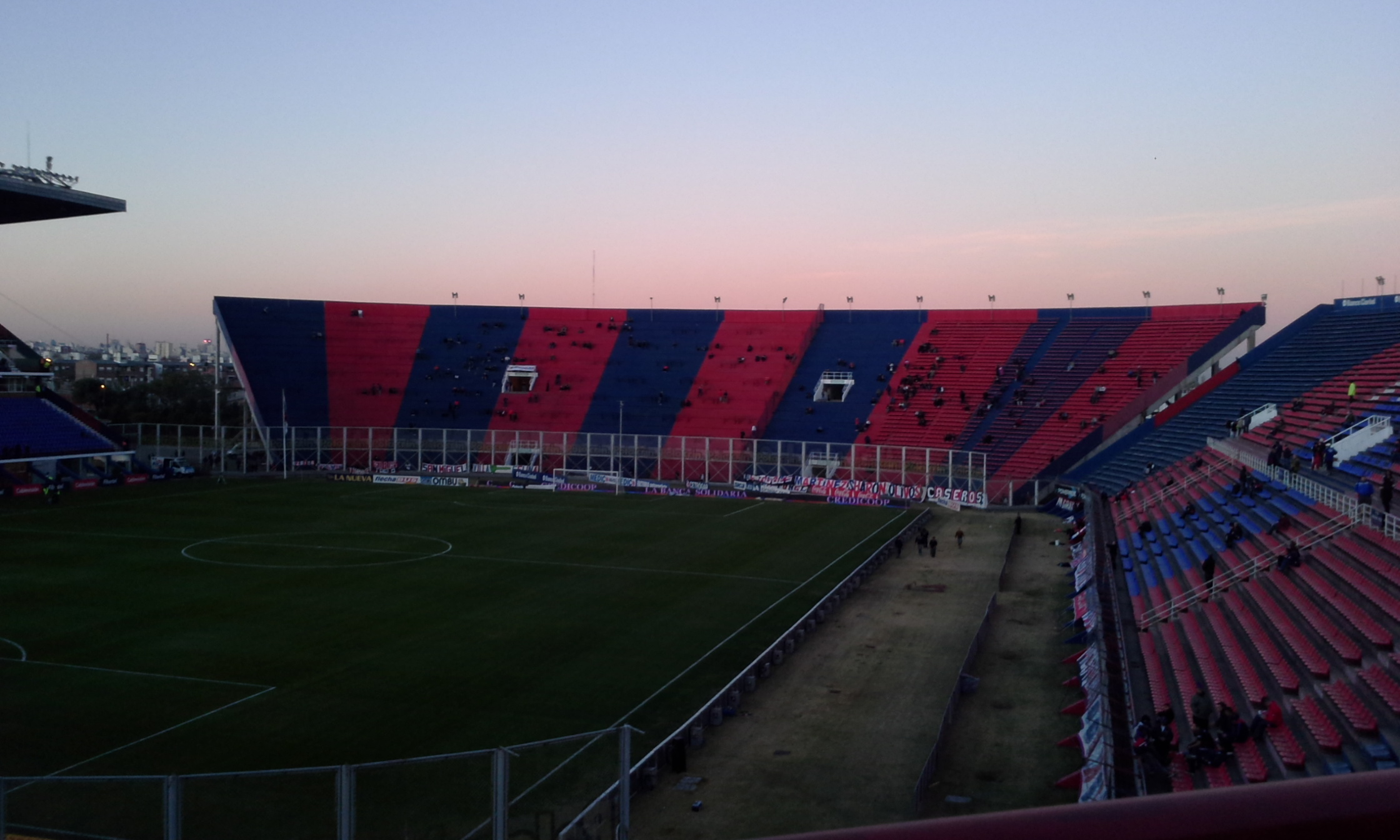
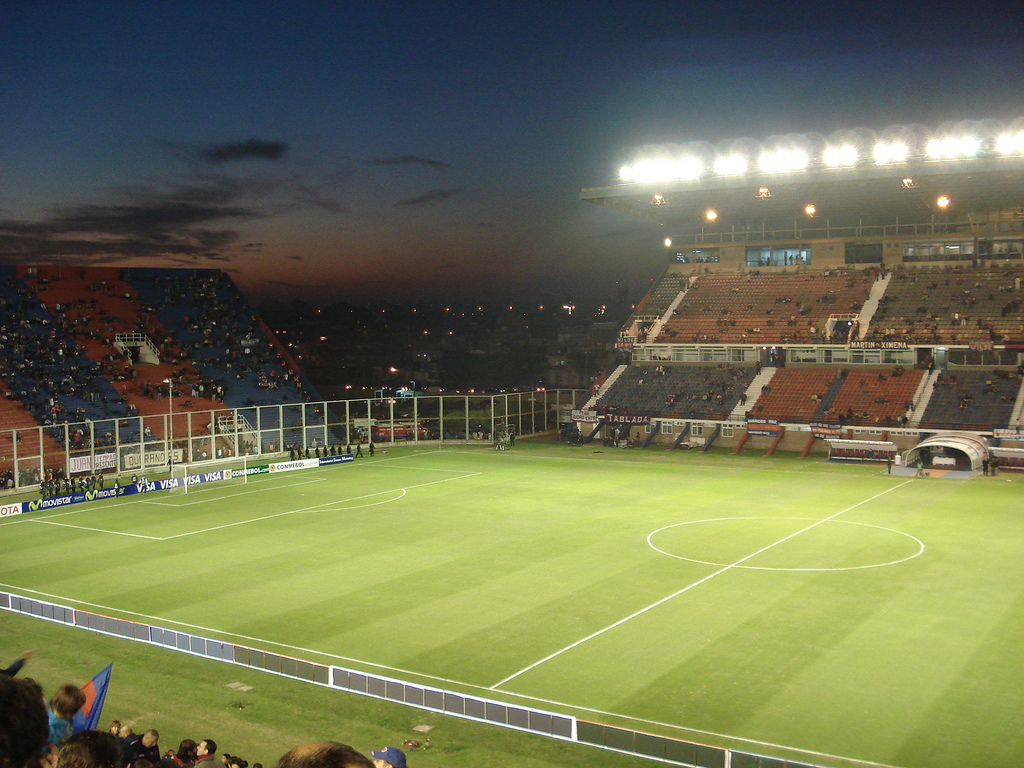
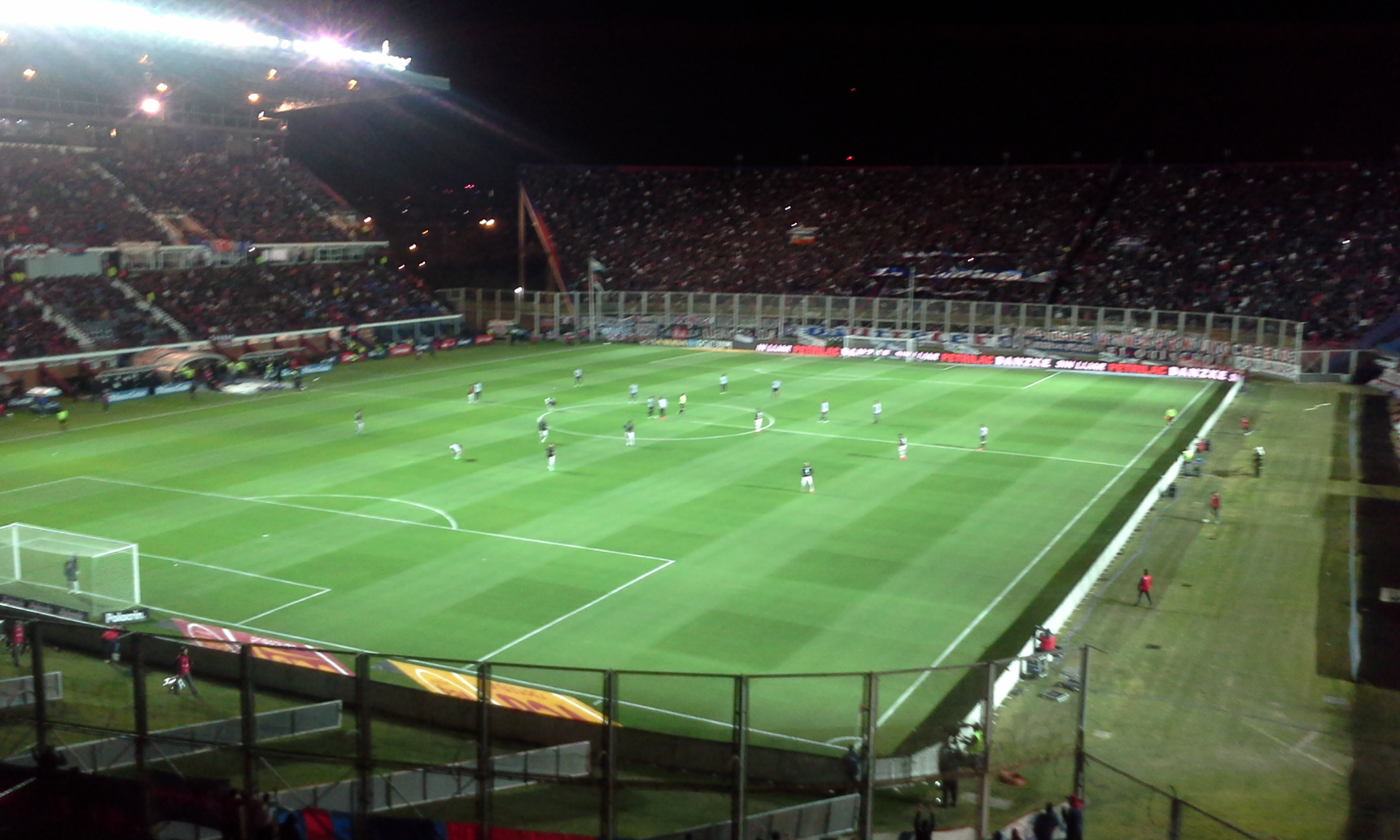